# Gianpaolo Grisandi
Gianpaolo Grisandi (* 4. Dezember 1964 in Ravenna; † 29. Januar 2025) war  italienischer Radrennfahrer und Weltmeister im Radsport.

## Sportliche Laufbahn
Grisandi war Bahnradsportler und auch im Straßenradsport aktiv. Bei den UCI-Bahn-Weltmeisterschaften 1985 gewann der italienische Vierer mit Gianpaolo Grisandi, Silvio Martinello, Massimo Brunelli und Roberto Amadio den Titel in der Mannschaftsverfolgung. 
Er war Teilnehmer der Olympischen Sommerspiele 1988 in Seoul. In der Mannschaftsverfolgung kam Italien mit Ivan Beltrami, Gianpaolo Grisandi, David Solari, Fabrizio Trezzi und Fabio Baldato auf den 6. Rang. Bei den Mittelmeerspielen 1983 holte er in der Einerverfolgung die Silbermedaille. In jener Saison gewann er auch den nationalen Titel in der Einerverfolgung. 1985, 1986 und 1990 wurde er erneut Titelträger. In der Mannschaftsverfolgung holte er 1983, 1985 und 1986 die nationale Meisterschaft. Auf der Straße gewann er 30 Rennen.